# Salvatore Garau
Salvatore Garau (1953), thường được gọi là Sal Garau, là một họa sĩ, nhà điêu khắc Ý đương đại.